# Booneghem
Booneghem is een gehucht in de Franse gemeente Nieuwerleet in het Noorderdepartement. Het ligt in het oosten van het dorpscentrum. Het gehucht bestaat uit lintbebouwing aan de noordrand van de Marais audomarois en het natuurreservaat van Romelaëre, een groot moerasgebied in de gemeenten Nieuwerleet en Klaarmares (Clairmarais).

## Nabijgelegen kernen
Nieuwerleet, Buisscheure, Lederzele